# Ојлгем
Ојлгем (њем. Eulgem) општина је у њемачкој савезној држави Рајна-Палатинат. Једно је од 92 општинска средишта округа Кохем-Цел. Према процјени из 2010. у општини је живјело 211 становника. Посједује регионалну шифру (AGS) 7135028.

## Географски и демографски подаци
Ојлгем се налази у савезној држави Рајна-Палатинат у округу Кохем-Цел. Општина се налази на надморској висини од 415 - 440 метара. Површина општине износи 3,0 km². У самом мјесту је, према процјени из 2010. године, живјело 211 становника. Просјечна густина становништва износи 70 становника/km².